# Adriana Varela
Adriana Varela, född 9 maj 1952, är en argentinsk tangosångare.

## Diskografi
- Tangos (1991)
- Maquillaje (1993)
- Corazones Perversos (1994)
- Tangos De Lengue - Varela Canta A Cadícamo (1995)
- Vuelve El Tango (1996)
- Tango En Vivo (1997)
- Cuando El Río Suena (1999)
- Toda Mi Vida (1999)
- Más Tango (2000)
- Vivo (DVD) (2005)
- Encaje (2006)